# Israel Antiquities Authority

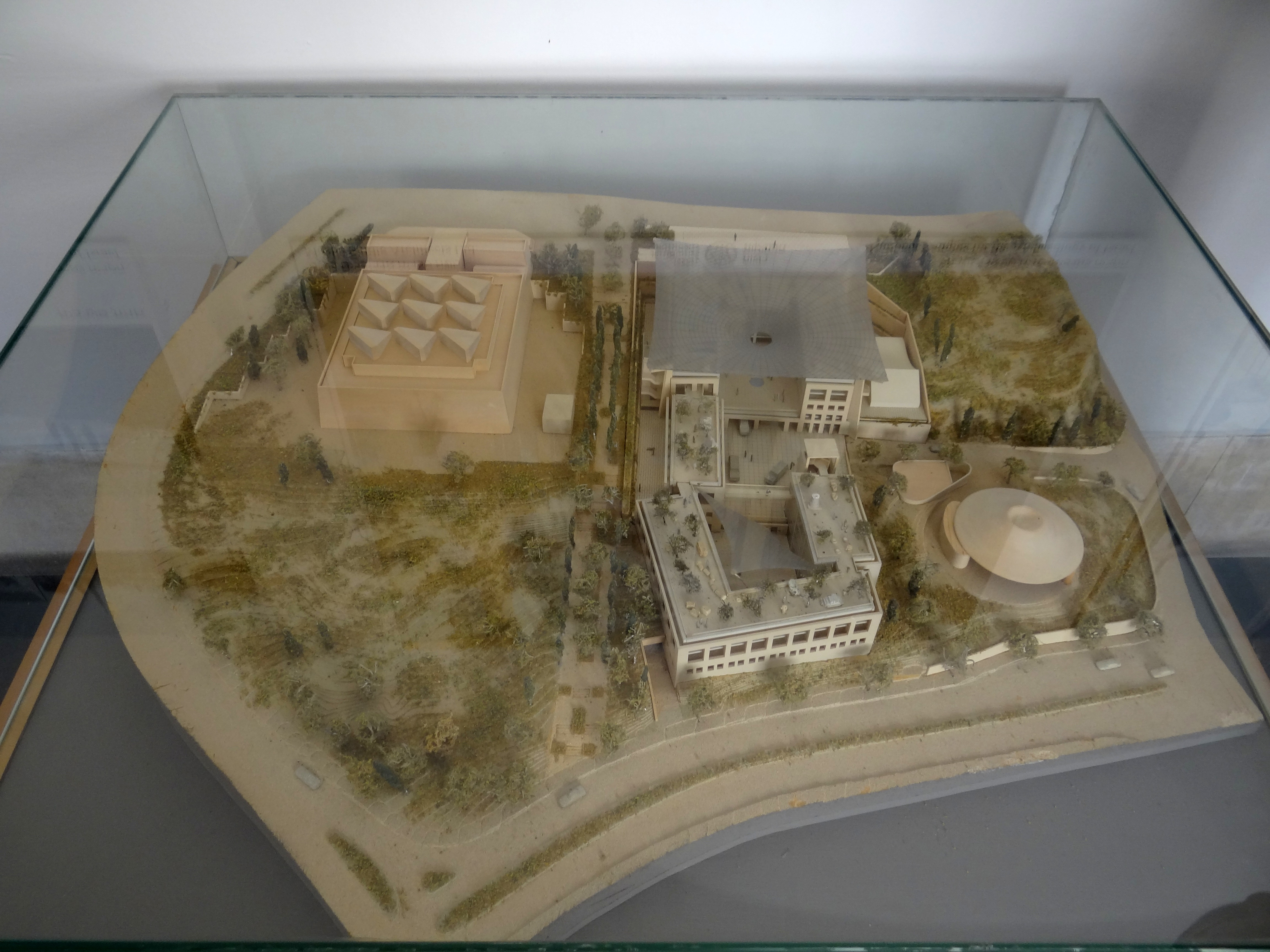
Modell der 2012 eingeweihten IAA Campusanlage

Die Israelische Altertümerbehörde (hebräisch רָשׁוּת הָעַתִּיקוֹת Raschūt ha-ʿAttīqōt, deutsch ‚Altertümerbehörde‘; arabisch دائرة الآثار, DMG Dāʾirat al-ʾĀṯār; englisch: Israel Antiquities Authority [IAA]) ist eine unabhängige israelische Behörde, die für die Durchsetzung des Gesetzes zum Schutz israelischer Altertümer und archäologischer Funde zuständig ist. Der Hauptsitz ist in Jerusalem. Die IAA wurde 1948 als Israel Department of Antiquities gegründet und 1990 umbenannt.

## Aufgaben
Die IAA regelt und überwacht Ausgrabungen, sorgt für die Erhaltung des archäologischen Kulturerbes, fördert die archäologische Forschung und vergibt Ausgrabungsgenehmigungen.
Die IAA war bis 2012 in verschiedenen Gebäuden des Rockefeller-Museums untergebracht. Das neue IAA-Gebäude Jay and Jerome Schottenstein National Campus for the Archaeology of Israel (הַקִּרְיָה הַלְּאֻמִּית לָאַרְכֵיְאוֹלוֹגְיָה שֶל אֶרֶץ יִשְׂרָאֵל ha-Qirjah ha-Lʾummīt la-Archejʾōlōgjah schel Erez Jisraʾel) wurde ab 2006 mit dem Ziel gebaut, alle zentralen Verwaltungsbüros der IAA in einem Gebäudekomplex zu konzentrieren. Der Campus befindet sich auf rund 20.000 Quadratmetern zwischen dem Israel-Museum und dem Bible Lands Museum Jerusalem. Gebaut wurde das IAA-Gebäude vom Architekten Mosche Safdie. Die Einweihung fand im Oktober 2012 statt. Anfang 2014 war der gesamte Umzug der IAA ins neue Gebäude abgeschlossen. Das gesamte Gelände und die Gebäude wurden von der Familie Schottenstein finanziert.
Das Department der Israel Antiquities Authority legt im Allgemeinen die Richtlinien und Gesetzesentwürfe zur Naturschutzpolitik, zu Natur- und Denkmalschutz in den antiken Städten fest, um das bauliche und kulturelle Erbe des Landes Israel zu bewahren. Die IAA hat erheblichen Einfluss auf die Entwicklung und Erhaltung der Gebäude in historischen Städten, wie zum Beispiel Safed, Shefar'am, Ramla, Tiberias, Be’er Scheva und Jaffa.

## Organisation
Die Vorstandsvorsitzende ist derzeit Yvonne Friedmann. Das Management der IAA setzt sich zusammen aus dem Direktor, dem stellvertretenden Direktor für Archäologie, den IAA Regionalbüros Northern Region, Central Region, Jerusalem Region, Region Süd und der maritimen Archäologie Unit mit Spezialabteilungen wie:
- Abteilung für Ausgrabungen und Surveys
- Behandlungsabteilung für Artefakte (archäologische, ethnographische und skulpturale) mit eigenem Conservation Department zur Objekt-Erhaltung
- Abteilung für Nationalschätze
- IT-Abteilung
- Publications Department (Presseabteilung)
- Archivabteilung mit eigener Bibliothek
- Finanzverwaltung

## Direktoren
- 1948–1961 Shmuel Yeivin
- 1961–1974 Avraham Biran
- 1974–1988 Avraham Eitan
- 1988–2000 Amir Drori
- 2000–2014 Shuka Dorfmann
- 2014–2020 Israel Hasson
- 2021–0000 Eli Eskosido

## Entdeckungen
- Die IAA gab im Februar 2015 bekannt, dass Hobbytaucher zufällig fast 2000 Münzen aus der Zeit der Fatimiden (909 bis 1171 n. Chr.) auf dem Hafengrund des antiken Caesarea gefunden haben. Dabei handelt es sich um den größten je in Israel gefundenen Goldschatz und wiege rund neun Kilo.[3][4]
- Im März 2015 haben Höhlenwanderer in einer Tropfsteinhöhle im Norden Israels in einer Nische des Gewölbes ein Versteck mit antiken Münzen sowie Objekten aus Silber und Bronze gefunden. Unter den Fundstücken seien zwei Silbermünzen, die aus der Zeit Alexanders des Großen (356–323 v. Chr.). Neben den Münzen wurden mehrere Ringe, Armreifen und Ohrringe sowie anderer Schmuck aus Silber entdeckt. Der genaue Fundort wurde aus Sicherheitsgründen geheim gehalten.[5][6]
- Beim Bau einer Ausstellungshalle für das weltberühmte römische Mosaik von Lod ist ein weiteres Bodenmosaik entdeckt worden. Wie im November 2015 bekannt gegeben wurde, lag das 11 mal 13 Meter große Mosaik im Innenhof einer weitläufigen Villa, die im 3. Jahrhundert errichtet wurde und während der römischen und byzantinischen Zeit bewohnt war. Es enthält Darstellungen von Jagdszenen, Fischen, Blumen in Körben und Vögeln.[7] Der prächtig gestaltete Mosaikfußboden im zentralen Salon dieser Römervilla war 1996 bei Straßenbauarbeiten entdeckt und gesichert worden. 2009 wurde das 180 Quadratmeter große Mosaik mit brüllenden Löwen, Kampfelefanten, Giraffen und Delphinen dann freigelegt, restauriert und auf eine Weltreise geschickt.
- Taucher haben im April und Mai 2016 in der Nähe des antiken Hafen von Cäsarea die Ladung eines gesunkenen Handelsschiffs aus der späten römischen Ära gehoben. Neben mehreren 1600 Jahre alten Bronzestatuen wurden viele Münzen mit den Konterfeis von Kaiser Konstantin und seinem Rivalen Licinius und antike Seefahrtinstrumente in dem Wrack gefunden.[8][9]
- Im Juli 2019 wurde eine byzantinische Kirche mit einem Grundriss von etwa zwanzig mal dreißig Metern mit angeschlossenem Klosterkomplex in der Nähe des heutigen Al-Araj am See Genezareth ausgegraben. Die im fünften oder sechsten nachchristlichen Jahrhundert errichtete Kirche überlagerte quer den Grundriss eines Wohnhauses aus dem 1. Jahrhundert darunter. Mit großer Wahrscheinlichkeit handelt es sich dabei um das Wohnhaus des Apostels Petrus und seines Bruders Andreas.[10]
- Im Oktober 2019 wurde die Entdeckung von Überreste einer 1.500 Jahre alten frühchristlichen Basilika in Bet Schemesch bekannt gegeben. Das Gotteshaus ist verziert mit Mosaikböden, die mit Blättern, Früchten, Vögeln und Pflanzen gestaltet sind und griechischen Inschriften. Die Wände waren zum Zeitpunkt der Nutzung mit bunten Fresken und hohen Säulen geschmückt. Die Hauptphase des Baus erfolgte während der Herrschaft von Kaiser Justinian I., der von 527 bis 565 regierte. Später, unter Kaiser Tiberios I. (574–582), wurde eine Seitenkapelle hinzugefügt., eine Inschrift erwähnt seine Spende.[11]
- Im Januar 2020 haben Archäologen in der Davidstadt, dem ältesten besiedelten Teil Jerusalems, Teile eines ca. 2000 Jahre alten Marktplatzes gefunden. Wie die israelische Altertumsbehörde mitteilte, wurde ein Messtisch für Flüssigkeiten und mehrere Messgewichte ausgegraben. Daraus schließen die Forscher, dass sie nahe der heutigen Pilgerstraße den zentralen Marktplatz Jerusalems in der Antike gefunden haben. Dieser befand sich bei einem Zugang zum jüdischen Tempel.[12]
- Im Januar 2021 wurde erstmals ein ca. 3.000 Jahre alter, purpur-gefärbter Stoff entdeckt. Gefunden wurde der Stoff in einer antiken Kupfermine in Timna und stammt mit hoher Wahrscheinlichkeit aus der Amtszeit der Könige David oder Salomo.[13]